# Temasinet
Temasinet (en árabe: تاماسينت‎, en lenguas bereberes: ⵜⴰⵎⴰⵙⵉⵏⵜ, en francés: Tamassint) es un municipio marroquí en la región de Tánger-Tetuán-Alhucemas. Desde 1912 hasta 1956 perteneció a la zona norte del Protectorado español de Marruecos.

## Geografía e Historia
Se encuentra situado a 35 kilómetros de Alhucemas en la región del Rif. Tiene una población aproximada de 15.000 habitantes, a los que pertenecen los aduares de Ait El Cadi, Idadouchen, Zaouiat Sidi Issa, Ait Aziz, y Aghlide, entre otros.
Uno de los centros de la rebelión de Abd-el-Krim el Jatabi, durante la guerra del Rif, es patria también de Haddou Akchich que lideró la revolución en la zona contra el ocupante marroquí durante la revuelta del Rif a finales de los años cincuenta.
En 1957, tras el levantamiento de la intifada de Temasinet, el ejército marroquí, ocupó la ciudad, tras rodearla y realizar una masacre entre la población. Arkich fue detenido en aquellas fechas y se le hizo desaparecer sin más noticias de su paradero.
El terremoto de 24 de febrero de 2004, afectó especialmente la ciudad y la zona.